# Associazione Sportiva Gubbio 1910 2015-2016
Questa voce raccoglie le informazioni riguardanti l'Associazione Sportiva Gubbio 1910 nelle competizioni ufficiali della stagione 2015-2016.

## Risultati

### Serie D

#### Poule scudetto
| Arbitro: | Berger (Pinerolo) |

|                               |           |               |
| Ferri Marini 40’ Crocetti 51’ | Marcatori | 46’ Simonetti |

| Arbitro: | Gariglio (Pinerolo) |

|  |           |           |
|  | Marcatori | 85’ Conti |

| Arbitro: | Carella (Bari) |

|                                    |           |                                     |
| Romano 11’ Ferri Marini 80’ (rig.) | Marcatori | 5’ (aut.) Kalombo 58’ 79’ Marzeglia |